# Champagne Molotov (album)
Champagne Molotov è il primo album da solista di Enrico Ruggeri, pubblicato come 33 giri dalla SIF nel 1981, ristampato dalla CGD nel 1984.

## Il disco
Fu realizzato da Ruggeri con pochi mezzi e la collaborazione di Luigi Schiavone. Ebbe uno scarso successo di vendite, anche a causa di problemi legali relativi allo scioglimento dell'ex gruppo dell'artista, i Decibel, che ne provocarono addirittura il sequestro dai negozi.
Lo stile risente delle atmosfere dei dischi della band, con influenze punk ma anche atmosfere dichiaratamente influenzate da autori come Brian Ferry.
La musica di Una fine isterica fu utilizzata con testo diverso per il brano Amore isterico, brano presente sul lato B del singolo Señorita presentato a Discoring.
Champagne Molotov era il nome del gruppo fondato da Ruggeri ai tempi del liceo nel 1974, e sarebbe successivamente divenuto il nome del gruppo dei suoi musicisti tra il 1983 e il 1987, che avrebbe avuto anche una breve carriera artistica separata. Oltre a Luigi Schiavone e Roberto Rossi in questo periodo la band vede per le tappe promozionali la presenza di Renato Meli al basso e Luca Aveta alla batteria.

## Tracce
1. Una fine isterica – 3:56
2. Con te con me – 2:27
3. Competitiva – 2:50
4. ... e sorride – 3:40
5. Fingo di dormire – 1:58
6. Vecchia Europa – 3:39
7. Sono proprio un infantile – 2:31
8. Señorita – 2:31
9. Travel cheque – 3:36
10. Nostalgia – 2:30
11. Sempre giù – 2:27
12. Passato, presente, futuro – 4:31

## Formazione
- Enrico Ruggeri – voce, cori, basso, percussioni, chitarra
- Luigi Schiavone – chitarra, cori, sintetizzatore, basso
- Roberto Rossi – organo Hammond, sintetizzatore
- Silvano Bolzoni – batteria
- Daniela Crippa – cori